# Naháč
Naháč é um município da Eslováquia, situado no distrito de Trnava, na região de Trnava. Tem 19,67 km² de área e sua população em 2019 foi estimada em 405 habitantes.

## Demografia
| Ano:        | 1994 | 2004   | 2014   | 2024    |
| ----------- | ---- | ------ | ------ | ------- |
| Broj ljudi: | 458  | 441    | 446    | 395     |
| Razlika:    |      | -3,71% | +1,13% | -11,43% |

| Ano:               | 2023 | 2024   |
| ------------------ | ---- | ------ |
| Número de pessoas: | 396  | 395    |
| Diferença:         |      | -0,25% |